# Charles Sedley
För andra betydelser, se Charles Sedley (olika betydelser).

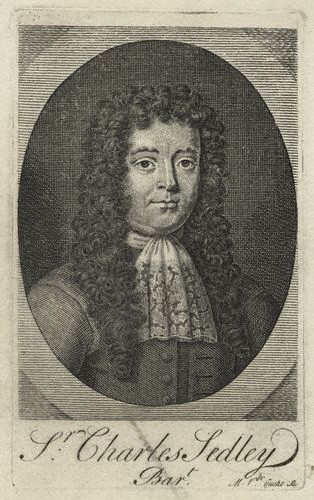
Sir Charles Sedley.

Charles Sedley, 5:e baronet, född (döpt den 5 mars) 1639, död den 20 augusti 1701 i Hampstead, var en engelsk dramatiker. Han var dotterson till Henry Savile.
Sedley var jämte Etheredge den författare, som förmedlade det Molièreska lustspelets inträngande i England. Han tillhörde den intimare kretsen omkring Karl II och var känd såväl för sin kvickhet som för sitt lättsinniga levnadssätt. Hans dotter Catherine var Jakob II:s älskarinna och upphöjdes av honom till grevinna av Dorchester. Hans första komedi, The mulberry garden (1668), är delvis baserad på Molières L’école des maris. Den bästa av hans komedier anses vara Bellamira or the mistress (1687), en efterbildning av Terentius Eunuchus, som ger en livlig och rätt naturalistisk skildring av tidens seder. The grumbler (1702) är knappast mer än en bearbetning av Brueys och Palaprats Le grondeur. Hans tragedier Antony and Cleopatra (1667) och The tyrant king of Crete (1702) är obetydliga. Sedley var medlem av parlamentet och tog verksam del i politiken. Han var också en av litteraturens beskyddare under restaurationen. I Drydens Essay on dramatic poesy är det han, som betecknas som Lisideius. Han är med rätta berömd för sin klara prosa och även för en viss poetisk ådra, som fick mer utlopp i hans tillfällighetsvers än i hans dramer. Ännu i våra dagar är hans visa Phyllis is my only joy vida spridd och omtyckt. The works of sir Charles Sedley utgavs i 2 band 1772–1778 (med kortare biografi) och The dramatic works of sir Charles Sedley' i 2 band 1776.